# Ausschuss für Sport und Ehrenamt
Der Ausschuss für Sport und Ehrenamt (seit 2025, zuvor Sportausschuss) des Deutschen Bundestages wurde 1969 als „Sonderausschuss für Sport und Olympische Spiele“ zur Vorbereitung der Olympischen Sommerspiele im Jahr 1972 in München wie auch für die Fußball-Weltmeisterschaft 1974 im eigenen Land gegründet.

## Aufgaben
Die Einrichtung begründete man mit der enormen Bedeutung des Sports in der Gesellschaft. Die Zuständigkeiten des Sportausschusses des Bundestages verändern sich je nach Wahlperiode und anstehenden Ereignissen. In den meisten Fällen decken sich die Zuständigkeiten und Teilaufgaben des Sportausschusses mit denen des Innenministeriums.
Traditionell stehen im Mittelpunkt der Ausschussarbeit Fragen des Hochleistungssports (Organisation wie Olympische Spiele oder Fußballgroßveranstaltungen), der Sportwissenschaft und der Wechselwirkungen zwischen Sport und Gesundheit sowie Sport und Umwelt.
Im Jahre 2017 hat der Sportausschuss 18 Mitglieder und zählt damit zu den kleineren Ausschüssen des Deutschen Bundestages.
Schwerpunkte seiner Arbeit in den Wahlperioden von 2013 bis heute sind unter anderem:
- der Behindertensport
- Sport und gesundheitliche Präventionswirkungen
- die Dopingbekämpfung
- die Förderung des Sportstättenbaus in den neuen Bundesländern
- die steuerliche Behandlung sportlicher Großveranstaltungen in Deutschland
- Stand und Perspektiven der Eliteschulen des Sports
- Sport und Naturschutz
- die Leistungssportreform des DOSB
- Transparenz- und Menschrechtsgebote bei der Vergabe von sportlichen Großveranstaltungen

## Mitglieder der 21. Legislaturperiode
| CDU/CSU           | AfD           | SPD                       | Bündnis 90/Die Grünen | Die LINKE       |
| ----------------- | ------------- | ------------------------- | --------------------- | --------------- |
| Artur Auernhammer | Jörn König    | Jasmina Hostert           | Ophelia Nick          | Christian Görke |
| Fritz Güntzler    | Thomas Korell | Bettina Lugk              | Tina Winklmann        |                 |
| Jens Lehmann      | Lars Schieske | Aydan Özoğuz, Vorsitzende |                       |                 |
| Stephan Mayer     |               |                           |                       |                 |
| Dieter Stier      |               |                           |                       |                 |

## Mitglieder der 20. Legislaturperiode
| SPD                 | CDU/CSU            | Bündnis 90/Die Grünen | FDP              | AfD          | Die LINKE  |
| ------------------- | ------------------ | --------------------- | ---------------- | ------------ | ---------- |
| Frank Ullrich       | Fritz Güntzler     | Philip Krämer         | Philipp Hartewig | Jörn König   | Andre Hahn |
| Jasmina Hostert     | Jens Lehmann       | Marcel Emmerich       | Bernd Reuther    | Klaus Stöber |            |
| Bettina Lugk        | Stephan Mayer      | Tina Winklmann        |                  |              |            |
| Sabine Poschmann    | Johannes Steiniger |                       |                  |              |            |
| Christian Schreider | Dieter Stier       |                       |                  |              |            |
| Herbert Wollmann    |                    |                       |                  |              |            |

## Mitglieder der 19. Legislaturperiode
Im 19. Deutscher Bundestag setzte sich der Ausschuss aus insgesamt 18 Mitgliedern (6 Mitglieder der CDU/CSU-Bundestagsfraktion, 4 Mitglieder der SPD-Fraktion, sowie jeweils 2 Mitgliedern der AfD-Fraktion, der FDP-Fraktion, der Linksfraktion und der Fraktion Bündnis 90/Die Grünen) zusammen.
Vorsitzende war Dagmar Freitag (SPD). Stellvertretender Vorsitzender war Dieter Stier (CDU).
| CDU/CSU – Ordentliches Mitglied | CDU/CSU – Stellvertretendes Mitglied | SPD – Ordentliches Mitglied | SPD – Stellvertretendes Mitglied | AfD – Ordentliches Mitglied | AfD – Stellvertretendes Mitglied | FDP – Ordentliches Mitglied | FDP – Stellvertretendes Mitglied | Die Linke – Ordentliches Mitglied | Die Linke – Stellvertretendes Mitglied | Bündnis 90/Die Grünen – Ordentliches Mitglied | Bündnis 90/Die Grünen – Stellvertretendes Mitglied |
| ------------------------------- | ------------------------------------ | --------------------------- | -------------------------------- | --------------------------- | -------------------------------- | --------------------------- | -------------------------------- | --------------------------------- | -------------------------------------- | --------------------------------------------- | -------------------------------------------------- |
| Artur Auernhammer               | Ingmar Jung                          | Dagmar Freitag              | Eva Högl                         | Andreas Mrosek              | Siegbert Droese                  | Britta Dassler */**         | Marcel Klinge                    | Sören Pellmann                    | Petra Sitte                            | Erhard Grundl                                 | Omid Nouripour                                     |
| Eberhard Gienger **             | Roy Kühne                            | Cansel Kiziltepe            | Wiebke Esder                     | Jörn König */**             | Andreas Bleck                    | Reginald Hanke              | Stephan Thomae                   | André Hahn */**                   | Friedrich Straetmanns                  | Monika Lazar */**                             | Maria Klein-Schmeink                               |
| Fritz Güntzler                  | Jens Lehmann                         | Siemtje Möller              | Rainer Spiering                  |                             |                                  |                             |                                  |                                   |                                        |                                               |                                                    |
| Frank Steffel *                 | Stefan Müller                        | Mahmut Özdemir */**         | Axel Schäfer                     |                             |                                  |                             |                                  |                                   |                                        |                                               |                                                    |
| Johannes Steiniger              | Karin Strenz                         |                             |                                  |                             |                                  |                             |                                  |                                   |                                        |                                               |                                                    |
| Dieter Stier                    | Ingo Wellenreuther                   |                             |                                  |                             |                                  |                             |                                  |                                   |                                        |                                               |                                                    |

- * Obleute
- ** Sprecher